# Žan Gaben
Žan Gaben (Jean Gabin, 17. maj 1904 — 15. novembar 1976) glumac je kojeg Francuska i dalje slavi kao jednog od svojih najvećih glumaca 20. veka. Od 1928. godine do smrti, 1976. godine, snimio je gotovo stotinu filmova, a najpoznatiji su mu „Obala u magli” Marsela Karnea, te „Dan se rađa” iz 1939. godine, „Ne dirajte u lovu” i „Francuski cancan” Žana Renoara iz 1954. godine.
Mnogi ga pamte i po ulozi Žana Valjeana u ekranizaciji romana „Jadnici” 1958. godine, te kao inspektora Mejgreta u nekoliko filmova. Na vrhuncu slave uzpoređivali su ga sa Spenserom Trejsijem i zvali u Holivud, ali tamo nije dugo izdržao, jer mu je previše nedostajala domovina, pa se brzo vratio i nikad više nije ni pomišljao da napusti Francusku.

## Biografija

### Detinjstvo i mladost
Žan Gaben, pravim imenom Žan Aleksis Monkorže, rodio se 17. maja 1904. kao najmlađe dete u porodici Ferdinanda i Elene Monkorže. Njegov otac bio je glumac i zabavljač u operetama, revijama i bulevarskim komedijama, koji je nastupao pod prezimenom Gaben. Kad mu je bilo 19 godina, u pozorištu je upoznao i zaljubio se u tri godine stariju pevačicu i glumicu Madelen Petit, zvanu Elen. Započeli su vezu i nastupali zajedno širom Francuske. Elen je rodila sedmero dece, od kojih je preživelo samo četvero. Tokom jedne od trudnoća izgubila je glas, a s njim i nadu da će, kad deca poodrastu, ponovno stati na pozorišnu scenu. U to doba porodica se već iz Pariza preselila u seosko trgovište Merjel, blizu gradića Išle-Adam, dvadesetak kilometara severozapadno od metropole.
Mali Žan nije bio disciplinovan ni kod kuće niti u školi, pa ga je majka nazivala malim divljakom. Iako je bio loš učenik, voleo je sport. Od desete do sedamnaeste godine trenirao je boks i u lokalnom klubu igrao fudbal. Roditelji mu, očito, nisu pružali dovoljno nežnosti i pažnje, ali je zato obožavao četrnaest godina stariju sestru Madelen. Ona se kasnije udala za francuskog bokserskog prvaka Žana Poezija, s kojim se Žan izvrsno slagao. Nije čudno što je bio nesretan kad su se roditelji 1915. godine preselili u Pariz i poveli ga sa sobom, dok je Madelen ostala u Merjelu.
Kad mu je bilo 14 godina, majka se razbolela i umrla, pa je ostao da živi s ocem, koji se posle Prvog svetskog rata vratio u pozorište, a kako nije imao ni vremena, a ni previše volje da se brine za decu, upisao je sina u internat Žanson. Dečak je mrzio stroga pravila ponašanja u Žansonu, pa je u proleće 1919. godine pobegao i vratio se u Merjel, te u početku živeo sa sestrom i njenim mužem.

### Prvi poslovi
Neko je vreme radio u cementari i u skladištu automobila, a potom bio radnik u livnici. Otac, kojem se u međuvremenu vratio, odlučio je da mu pomogne da pronađe bolji posao, a kako je imao veza jedino u pozorištu, vodio je sina svuda sa sobom. Žan Gaben je prezirao očevo zanimanje. Najviše mu je smetalo što su se neki muškarci odevali i šminkali poput žena. To mu je bilo odvratno, pa je maštao o tome da postane mehaničar ili mašinovođa. U pozorištu ga je zanimalo jedino ono što se događalo iza kulisa: uživao je da posmatra devojke u pozorišnim družinama, koje se pred njim nisu ustručavale da se svlače i oblače kostime.

### Pozorište
Žan nije završio nikakav zanat, te je popustio opevom pritisku i u svojoj 18. godini pristao je da se zaposli u pozorištu. Otac ga je odveo u poznati pariski varijete Folies Bergere i predstavio ga direktoru, rekavši za njega: Ovo je moj beskorisni sin, koji bi želio da radi u pozorištu.
Primili su ga, a iako se ispočetka opirao, vrlo je brzo shvatio da posao u pozorištu ima mnogo prednosti. Nije bio težak, a plata je bila dvostruko veća u poređenju sa njegovim pređašnjim zaposlenjima. Nastupao je u malim ulogama u večernjim predstavama, a slobodna jutra provodio je vozeći se biciklom po Bulonjskoj šumi i kartajući s prijateljima. Kad se u proleće 1923. godine u Folies Bergereu prestala izvoditi predstava u kojoj je nastupao, našao je novi angažman u pozorištu Bouffes Parisiennes u opereti „Lahaut”, u kojoj je kasnije pevao i poznati šansonjer i zabavljač Moris Ševalije.
U decembru iste godine Gaben je nastupio u reviji „La Dame en decollete” sa Martom Daveli, jednom od najlepših žena Pariza. Međutim, njegovu je pažnju privukla 22-godišnja Gabi Baset, pevačica u jednom drugom pozorištu, koja je počela da dolazi na predstavu samo radi Gabena. Posle jedne predstave joj je prišao i upoznao je. Nedugo potom počeo je da živi s njom, a venčali su se 1925. godine, dok je on služio vojsku, tokom jednog njegovog odsustva. Kad se sledeće godine vratio iz vojske, našao je novi glumački angažman, a neko vreme je zajedno sa suprugom nastupao u reviji „Trois jeunes filles nues”. Potom je dobio angažman kao pevač u revijama po provinciji, a kad se prijavio na audiciju za reviju s kojom je trebao da otputuje u Brazil, primetila ga je tada velika zvezda pariskih varijetea Mistinguet i pozvala ga da u proleće 1928. godine s njom nastupi u reviji „Paris qui tourne” u Mulen ružu. Dok je Gaben pevao i plesao u duetu s Mistinguet, Gabi je kao pevačica uspešno nastupala u pariskim kabareima i kao glumica u pozorištu.
Iako se sviđao 30 godina starijoj Mistinguet, Gaben se zaljubio u drugu, glumicu i pevačicu Žaklin Fransel, s kojom je 1929. godine igrao u komičnoj opereti „Flossie”, pa se razveo od Gabi Baset. Nikad te neću ostaviti na cedilu - rekao joj je tada na rastanku. I zaista, u godinama koje su sledile, svaki put kad je mogao, našao bi neku ulogu u svojim filmovima i za nju. Premda je radi Žaklin Fransel ostavio suprugu, pa je i zaprosio, njeni su se roditelji usprotivili braku, pa ga je ona napustila.

### Slava
U to je doba već počeo da nastupa i kao filmski glumac, pa mu je popularnost sve više rasla, a primetili su ga i poznati režiseri, poput Žilijena Duvivjea, Žana Gremilona, Marsela Karnea i Žana Renoara, te scenaristi Šarl Spak i Žak Prever, koji će mu kasnije poveriti značajne uloge.
U jesen 1933. godine na večeri kod nekih prijatelja upoznao je 33-godišnju plesačicu Dorjane, pravim imenom Žana Mošen. Za njom su ludovali mnogi muškarci, ali ona je odabrala Gabena. Nije prošlo mnogo vremena i njih dvoje su se venčali, a nedugo potom ona je preuzela sve njegove poslove. To mu je neko vreme odgovaralo, ali se kasnije počeo opirati njenom uplitanju u izbor uloga i donošenju poslovnih odluka, pa su se počeli sve više svađati.
Nije ni čudno što je Gaben sve češće nalazio utehu u drugim ženama. Tada je već, zahvaljujući filmovima „Pepe le Moko” i „Velika iluzija”, koji su snimljeni 1937. godine, postao velika zvezda, a kako je bio beskrajno šarmantan, malo koja devojka mu je mogla odoleti. Na snimanju filma „Čovek zver” osvojio je partnerku Simon Simon, potom imao kratku avanturu s glumicom Brižit Helm, a dok je snimao „Neodoljivog zavodnika”, pred njegovim je šarmom popustila i Mirej Balen, jedna od najlepših francuskih glumica tridesetih godina, te 18-godišnja Mišel Morgan s kojom je glumio u „Obali u magli”. Žanu Gabenu su tada bile 33 godine.
Njih su dvoje proglašeni „idealnim parom francuskog filma”, mada je prava romansa započela je tek u leto 1939. godine, pre početka snimanja njihovog drugog zajedničkog filma, „Kapetan remorkera”. Nastavila se i tokom snimanja, ali je prekinuta jer je Gaben, zbog izbijanja Drugog svetskog rata, bio pozvan u vojnu luku Šerbur. Ona je, pak, odlučila da ode u Ameriku, pa su oboje shvatili da njihova veza nema budućnosti. Pre odlaska proveli su još dva dana u Kanu. Rastali su se na željezničkoj stanici u Marseju, a kasnije su se sreli još nekoliko puta u Holivudu, ali samo kao prijatelji. Gaben se trebalo da se vrati u Šerbur, ali su Nemci već bili ušli u Francusku i prekinuli promet, pa se jedino mogao vratiti u Pariz. Tamo je pronašao Dorjane, s kojom je još formalno bio u braku, a kako je bilo očito da će Nemci brzo ući u Pariz, odlučili su se pridruže hiljadama izbeglica i da odu na francuski jug. Tokom puta su se žestoko posvađali, pa je u jednom trenutku Gaben rekao da mu je dosta i nje i braka i ostavio je samu u automobilu.

### Drugi svetski rat i egzil u SAD
Sa sobom je uzeo samo harmoniku i krenuo peške prema Tuluzu. Tamo je stigao 14. juna 1940. godine, na dan kad su Nemci ušli u Pariz. U to vreme mnogi francuski umetnici i intelektualci, među njima redatelji Rene Kler, Žilijen Duvivje i Žan Renoar, glumac Žan-Pjer Omon i pisac Žozef Kesel, našli su utočište najpre u slobodnoj zoni na jugu Francuske, a potom su preko Španije izbegli u SAD ili u Englesku.
Ni Žan Gaben nije želeo da se vrati u Pariz i da se stavi u službu okupacijskih snaga, pa je potkraj 1940. godine i on odlučio da napusti Francusku. Uspeo je da dođe do Njujorka, ali tamo nije gotovo nikoga poznavao, a uz to je slabo govorio engleski, pa je ubrzo otišao u Holivud, u nadi da će naći nekakav glumački angažman. Uspeo je da snimi tek dva osrednja filma, ali mu se ni Holivud, a ni američki način života nikad nisu svideli, pa se sve češće vraćao u Njujork koji je smatrao više evropskim gradom od Los Anđelesa. U to se doba ponovno i zaljubio. U Holivudu je imao kratku aferu s Džindžer Rodžers, partnerkom Freda Astera, dok je Njujorku njegovo srce osvojila jedna druga glumica, Nemica Marlen Ditrih, koju je otpre poznavao. Sreli su se jedne večeri u restoranu La vie parisienne, a kako je ona dobro govorila francuski, a imali su još mnogo toga zajedničkog, vrlo brzo su postali nerazdvojni, a potom su se i zaljubili, pa se on u leto 1941. preselio kod nje.
Potpuno izgubljen, Gaben se prilepio za mene poput siročeta za majku koja ga je posvojila. Uživala sam negujući ga danju i noću. Njegov muževni, grubi imidž bio je samo fasada. On je najosećajniji muškarac kojeg sam ikada upoznala. Bio je ideal za kojim čeznu mnoge žene. U njemu nije bilo ničeg lažnoga, ali je istovremeno bio krajnje posesivan i ljubomoran - napisala je u autobiografiji objavljenoj osam godina posle Gabenove smrti.
Uprkos tome što se zaljubio, Gaben se u Americi osećao nesrećno. Mučilo ga je to što on, kako je rekao, „glumata u Holivudu”, dok u njegovoj domovini besni rat, ljudi stradavaju i bore se protiv okupatora. Nakon što je 1942. snimio propagandni film „Varalica” u režiji Žilijena Duvivjea, u Njujorku se priključio snagama Slobodne Francuske.
Želim da se bez srama vratim u domovinu i da mirne savesti stegnem ruku onima koji su bili prisiljeni da tamo ostanu. - objasnio je kasnije.

### Učestvovanje u ratu i povratak u Francusku
Sredinom aprila 1943. godine, kao Žan Monkorž s činom pomoćnika kapetana u Norfolku se ukrcao na Elorn, brod pratitelj tankera koji je za saveznike prevozio naftu do Alžira. Odlazeći u ratnu neizvesnost, Marleni Ditrih je na rastanku darovao po jednu sliku Renoira, Sislija i Vlamenka koje je bio kupio u SAD, te dijamantsku ogrlicu. U Alžiru ga je vojska angažirala da bude instruktor u školi francuske ratne mornarice Centra Siroko. Za to vreme se Marlen Ditrih prijavila u američku vojsku, u pomoćne jedinice, te se na putu za italijanski front sa njim sastala u Alžiru.
I nakon oslobođenja Francuske, za Gabena rat nije završio. Završio je kurs za vozača tenka i od jeseni 1944. godine učestvovao u ratnim operacijama. U februaru 1945. godine je prvi put nakon pet godina, posetio porodicu i prijatelje u Parizu. Bio je šokiran koliko se Pariz promenio tokom okupacije, a kad je video ruševine svoje kuće u Set-Žemeu, koju su Nemci kao odmazdu za njegovo učestvovanje u ratu bili spalili do temelja, gotovo preko noći je potpuno posedio.
U sklopu oklopne divizije generala Leklerka, Gaben je 3. maja 1945. godine u svom tenku stigao do Hitlerove kuće u Berhtesgadenu. Nekoliko dana kasnije, cela divizija se postrojila radi smotre na koju je trebao dođe general Šarl de Gol, kad je Gaben čuo poznati glas. Bila je to Marlen Ditrih u uniformi američke vojske koja je saznala da se on nalazi tamo. Posle je priznao da mu je pred drugim vojnicima bilo neugodno što ga zove tako poznata zvezda, pa se čak htio sakriti, ali ona je došla do njegovog tenka, sagnula se i poljubila ga pred svima.

### Posleratno razdoblje
Ponovno su se rastali i dogovorili se da će se pronaći u Parizu kad rat završi. Prvih dana jula Žan Gaben je demobilisiran, ali nije želio da učestvuje na svečanom mimohodu francuske vojske na Jelisejskim poljima, govoreći kako se borio da bi oslobodio zemlju, a ne da bi paradirao u svečanoj uniformi.
U augustu 1945. ponovno je sreo Marlen Ditrih. Nastavili su da se viđaju, ali iako su se i dalje voleli, više nisu živeli zajedno, jer je on zahtevao da se ona za stalno preseli u Pariz, a ona nije želela da prekine svoju američku karijeru. Zbog toga se često vraćala u Njujork, što je rezultiralo sve većim svađama među njima. Tek su 1946. snimili zajednički film u Parizu, a nakon toga Gaben joj je postavio ultimatum da ili ostane s njim u Francuskoj ili je među njima sve gotovo.
Ne verujući u prekid, ona je otputovala u Ameriku, a on joj to nikad nije oprostio. Nije otvarao na njene telegrame ni pisma, nije odgovarao na njene telefonske pozive. Odlučno ju je ignorisao, ne želeći da je vidi, niti da joj se obrati. Godinama kasnije, nastojala je da se s njim sastane i porazgovara, ali on ju je i dalje izbegavao. Kad je 1976. godine, samo nekoliko meseci posle smrti svoga muža Rudolfa Sibera, saznala za Gabenovu smrt, rekla je:
Postala sam udovica drugi put.
Gaben je 1947. godine obnovio vezu sa starom poznanicom Kolet Mars, ćerkom generala Huota, koja je u međuvremenu postala pevačica. Čak ju je i zaprosio, ali ga je ona, znajući koliko je nestalan u ljubavi, ipak odbila. Nije dugo bio tužan zbog toga, jer se s obnovljenim žarom bacio u nove uloge, sretan što ponovno može snimati u domovini.
Shvatio sam da nikad neću biti kosmopolitski glumac, jer ne mogu da glumim na drugom jeziku. Potrebni su mi mirisi moje zemlje i osećaj da sam kod kuće - rekao je.

### Skrašavanje u mirnom braku
Tih se godina promenio i kao glumac, ali i privatno. Kao glumac je, zbog prerano osedele kose, odbijao uloge ljubavnika, a u privatnom se životu smirio uz jednu ženu otkako je 1949. godine upoznao 31-godišnju Dominik Furnije, manekenku modne kuće Lanvin. S pravim imenom Marsel Furnije, ona je završila školu za manikuru i njegu lica, a prvi posao dobila je kod frizera Gervesa. Manekenka je postala po preporuci Nine Riči, koja je bila Gervesova klijentkinja, prvo u kući Hermes, a potom za Lanvin.
Nakon slučajnog susreta s Žanom Gabenom život joj se potpuno promenio. Njihova ljubav tako se brzo razvila da su se venčali, 28. marta 1949. godine, samo dva meseca posle prvog izlaska, i ostali su zajedno sve do Gabenove smrti, punih 27 godina.
Dominik je posle udaje prekinula manekensku karijeru i posvetila se mužu i porodici. Gaben je prihvatio njezinog devetogodišnjeg sina Žaka iz prethodne vanbračne veze, a uskoro su dobili i zajedničku decu. Prvo im se 1949. godine rodila kći Florens, potom 1952. godine Valeri, te 1955. godine sin Matijas. Gaben je tih godina, želeći da što više zaraditi, prihvatao sve uloge koje su mu nudili te je sav novac ulagao u ostvarenje sna iz detinjstva - da kupi farmu i na njoj živi sa porodicom. To mu je na kraju uspelo u julu 1952. godine kad je kupio imanje Pišonjer od 42 hektara i na njemu je prvo uzgajao goveda, a posle i konje. U mestu Mulin-la-Marš je izgradio hipodrom koji danas nosi njegovo ime i gde se pobednicima konjskih trka svake godine dodeljuje nagrada „Žan Gaben” koju je do svoje smrti uručivala njegova udovica.
Porodičnu sreću kvarila je samo njegova velika briga za decu koja je ponekad bila i preterana, gotovo opsesivna. Želio je da deca i kad odrastu ostanu da žive s njim na imanju, ali su se ona, upravo zbog te njegove stalne želje da im odredi živote, rano pobunila i krenula vlastitim putem. Florens je postala asistentkinja filmske režije, a kad se još protiv očeve volje udala za Kristjana de Asis-Trema, ovaj nije hteo ni da joj dođe na svadbu. Pustolovna Valeri je, putovala svetom i snimala dokumentarne filmove, među njima i nagrađeni prikaz nedopuštenog lova na tigrove u Maleziji. Samo je Matijas Gaben ostao sa roditeljima te je nastavio da se brine o porodičnom imanju.

### Smrt i pogreb
Poslednjih meseci Žan i Dominik Gaben proveli su u Dovilu, gde mu je iznenadano pozlilo, pa je prevezen u američku bolnicu u Pariz, gde je 15. novembra 1976. godine umro od srčanog udara. Dva dana kasnije telo mu je kremirano na groblju Pere-Lašez. Na poslednjem oproštaju, osim porodice i prijatelja, okupilo se nekoliko desetina hiljada ljudi, među njima i maršal Filip Leklerk, visoki oficiri ratne mornarice, tadašnji francuski predsednik Valeri Žiskar d’Esten te premijer i članovi vlade.
Sledećeg dana urna je prevezena u Brest, kao što je on želio, i spuštena u more s patrolnog broda Detrojat, dvadeset nautičkih milja od obale Bresta.

## Posmrtna priznanja
U čast velikom glumcu u Francuskoj se svake godine dodeljuje nagrada „Žan Gaben” najboljem mladom glumcu, a u Merielu, mestu u kojem je proveo detinjstvo, podignut je njegov muzej.

## Literatura
- Jean-Michel Betti: Salut, Gabin! Ed. de Trévise, Paris 1977.
- André Brunelin: Gabin. 1996. ISBN 978-3-548-35650-1. Herbig, München/Berlin. 1989.  978-3-7766-1499-2.; Ullstein TB 36650, Frankfurt am Main/Berlin. .
- Claude Gauteur: Jean Gabin. 1993. ISBN 978-3-453-86038-4. Nathan, Paris. .
- Jean-Marc Loubier: Jean Gabin, Marlène Dietrich: un rêve brisê. 2002. ISBN 978-2-7357-0216-9., Acropole, Paris. .
- Eine unvollendete Liebe. Marlene Dietrich und Jean Gabin. Documentary, Germany, 2012, 52:30 Min., Book and directed by Daniel Guthmann, Christian Buckhard, Production: DG Filmproduktion, WDR, arte, first shown: 9 February 2013, arte. contains interviews with Louis Bozon and Jean-Jacques Debout, and Gabin's children Florence and Mathias.
- Joseph Harriss: Jean Gabin: The Actor Who Was France. ISBN 978-1-4766-7627-2. McFarland, Jefferson, NC 2018 {. }

## Spoljašnje veze
- Žan Gaben na sajtu  (jezik: engleski)
- Žan Gaben на веб-сајту AllMovie (језик: енглески)
- The Jean Gabin Museum of Mériel
- website in Italian language